# Park Yo-seb
Park Yo-seb (Suncheon, Corea del Sur, 3 de diciembre de 1980) es un exfutbolista de Corea del Sur que jugaba en las posiciones de defensa y centrocampista.

## Carrera

### Club
| Periodo   | Club                                |
| --------- | ----------------------------------- |
| 2002–2008 | Anyang LG Cheetahs / FC Seoul       |
| 2005–2006 | → Gwangju Sangmu (servicio militar) |
| 2009–2010 | Gangneung City FC                   |
| 2010–2011 | Tampines Rovers FC                  |

### Selección nacional
Jugó para Corea del Sur en seis ocasiones en 2004. participó en la Copa Asiática 2004 y en los Juegos Asiáticos de 2002.

## Logros
- S.League (1): 2011
- Singapore Community Shield (1): 2011
- Liga Nacional de Corea (1): 2009
- Copa Presidente de Corea del Sur (1): 2009